# Campylocentrum linearifolium
Campylocentrum linearifolium  é uma espécie de orquídea, família Orchidaceae, que existe no Brasil. Trata-se de planta epífita, monopodial, com caule alongado, cujas inflorescências brotam do nódulo do caule oposto à base da folha. As flores são minúsculas, brancas, de sépalas e pétalas livres, e nectário na parte de trás do labelo. Pertence à secção de espécies de Campylocentrum com folhas planas e ovário pubescente ou verrucoso, com nectário longo.

## Publicação e descrição
- Campylocentrum linearifolium Schltr. ex Mansf., Repert. Spec. Nov. Regni Veg. 24: 246 (1928).

Trata-se de espécie com nectário levemente descendente, curvo mas quase linear, verde e espesso, cilíndrico, aproximadamente do mesmo comprimento da flor, com sépalas e pétalas acuminadas, de mesmo comprimento, cerca de três milímetros, e labelo trilobulado. Suas folhas sçao espessas e mais ou menos lineares, dai seu nome. Pabst agrupa esta espécie com outras sete que correspondem à descrição citada na introdução acima. No Brasil, há registros de ocorrência para a Bahia, Goiás, Minas Gerais, São Paulo, Rio de Janeiro e Paraná.